# Tour d'Algérie 2001
Le Tour d'Algérie 2001 se déroule du 29 avril au 11 mai, sur un parcours de 1 354,5 kilomètres de Riadh El Feth à  Alger. Cette  course est remportée par le coureur égyptien Mohamed Abdel-Fatah.

## Parcours
La course se dispute sur un circuit découpé en cinq étapes allant d'Riadh El Feth vers Riadh El Feth pour une distance totale de 1354.5 kilomètres. Le peloton passera par Ain Benian, Souidania, Riadh El Feth, Rouiba, Oran, Tlemcen, Sidi Bel Abbès, Mascara, Chlef et enfin Blida jusqu'à l'arrivée à Alger.
| Étape      | Date     | Villes étapes                 |  | Distance (km) | Vainqueur d’étape     | Leader du classement général |
| ---------- | -------- | ----------------------------- |  | ------------- | --------------------- | ---------------------------- |
| Prologue   | 29 avril | Riadh El Feth - Riadh El Feth |  | 1.5           | Omar Slimane Zitoune  | Omar Slimane Zitoune         |
| 1re étape  | 30 avril | Riadh El Feth - Ain Benian    |  | 121           | Fares Allik           |                              |
| 2e étape   | 1er mai  | Circuit de Souidania          |  | 105           | Ahmed Mohamed Khaled  |                              |
| 3e étape   | 2 mai    | Riadh El Feth - Riadh El Feth |  | 155           | Karim Andjechairi     |                              |
| 4e étape   | 3 mai    | Circuit de Rouiba             |  | 105           | Samir Belhani Menoubi |                              |
| 5e étape   | 6 mai    | Circuit d'Oran                |  | 90            | Ahmed Mohamed Khaled  |                              |
| 6e étape   | 7 mai    | Oran - Tlemcen                |  | 146           | Zineddine Merabent    |                              |
| 7e étape   | 8 mai    | Tlemcen - Sidi Bel Abbès      |  | 151           | Mohamed Abdel-Fatah   |                              |
| 8e étape   | 9 mai    | Sidi Bel Abbès - Mascara      |  | 117           | Mohamed Abdel-Fatah   |                              |
| 9e étape   | 10 mai   | Mascara - Chlef               |  | 159           | Mohamed Abdel-Fatah   |                              |
| 10ea étape | 11 mai   | Chlef - Blida                 |  | 159           | Ahmed Mohamed Khaled  |                              |
| 10eb étape | 11 mai   | Blida - Alger                 |  | 45            | Hesham Abdel Baky     | Mohamed Abdel-Fatah          |

## Résultats

### Classements finals
| Classement général final | Classement général final | Classement général final | Classement général final | Classement général final |
|                          | Coureur                  | Pays                     | Équipe                   | Temps                    |
| ------------------------ | ------------------------ | ------------------------ | ------------------------ | ------------------------ |
| 1er                      | Mohamed Abdel-Fatah      | Égypte                   | '                        | en 34 h 26 min 18 s      |
| 2e                       | Ahmed El Nady            | Égypte                   |                          | +                        |
| 3e                       | Ahmed Mohamed Khaled     | Égypte                   |                          | +                        |
| modifier                 |                          |                          |                          |                          |